# Чемпионат Германии по волейболу среди мужчин
Чемпионат Германии по волейболу среди мужчин — ежегодное соревнование мужских волейбольных команд Германии. Проводится с 1991 года.
Чемпионат единой Германии проводится с сезона 1991/92 после объединения в единый Немецкий волейбольный союз (Deutscher Volleyball Verband — DVV) волейбольных федераций ГДР и ФРГ. Соревнования проводятся в 1-й и 2-й бундеслигах. 2-я бундеслига разделена на зоны «Север» и «Юг». 

## Формула соревнований (1-я бундеслига)
Чемпионат в 1-й бундеслиге проводится в два этапа — предварительный и плей-офф. На предварительной стадии команды играют в два круга. По её итогам 8 лучших команд выходят в плей-офф и далее по системе с выбыванием определяют двух финалистов, которые разыгрывают первенство. Серии матчей проводятся до двух (в четвертьфинале) и до трёх (в полуфинале и финале) побед одного из соперников.  
За победы со счётом 3:0 и 3:1 команды получают по 3 очка, за победы 3:2 — по 2, за поражения 2:3 — по одному очку. За поражения 0:3 и 1:3 очки не начисляются.
В чемпионате 2024/25 в 1-й бундеслиге участвовали 13 команд: «Берлин Рециклинг» (Берлин), «Люнебург», «Фридрихсхафен», «Хершинг» (Хершинг-ам-Аммерзе), «Хелиос Гриззлис» (Гизен), «Пауэрволлейс» (Дюрен), «Фрайбург», «Нетцхопперс» (Вустерхаузен), «Хахинг-Мюнхен» (Унтерхахинг), «Баден Воллейс» (Карлсруэ), «Дахау», «Биттерфельд-Вольфен», «Олимпия» (Берлин). Чемпионский титул в 9-й раз подряд выиграл «Берлин Рециклинг», победивший в финальной серии «Люнебург» 3-0 (3:0, 3:1, 3:0). 3-е место занял «Фридрихсхафен».      

## Призёры
| Сезон     | 1-е место                                         | 2-е место                                         | 3-е место                                              |
| --------- | ------------------------------------------------- | ------------------------------------------------- | ------------------------------------------------------ |
| 1991/92   | «Мёрсер» Мёрс                                     | «Байер» Вупперталь                                | «Фридрихсхафен»                                        |
| 1992/93   | «Шарлоттенбург» Берлин                            | «Байер» Вупперталь                                | «Фридрихсхафен»                                        |
| 1993/94   | «Байер» Вупперталь                                | «Фридрихсхафен»                                   | «Мёрсер» Мёрс                                          |
| 1994/95   | «Дахау»                                           | «Байер» Вупперталь                                | «Шарлоттенбург» Берлин                                 |
| 1995/96   | «Дахау»                                           | «Байер» Вупперталь                                | «Фридрихсхафен»                                        |
| 1996/97   | «Байер» Вупперталь                                | «Фридрихсхафен»                                   | «Мёрсер» Мёрс                                          |
| 1997/98   | «Фридрихсхафен»                                   | «Фелльбах»                                        | «Байер» Вупперталь                                     |
| 1998/99   | «Фридрихсхафен»                                   | «Байер» Вупперталь                                | «Шарлоттенбург» Берлин                                 |
| 1999/2000 | «Фридрихсхафен»                                   | «Шарлоттенбург» Берлин                            | «Байер» Вупперталь                                     |
| 2000/01   | «Фридрихсхафен»                                   | «Байер» Вупперталь                                | «Шарлоттенбург» Берлин                                 |
| 2001/02   | «Фридрихсхафен»                                   | «Шарлоттенбург» Берлин                            | «Унтерхахинг»                                          |
| 2002/03   | «Шарлоттенбург» Берлин                            | «Байер» Вупперталь                                | «Фридрихсхафен»                                        |
| 2003/04   | «Шарлоттенбург» Берлин                            | «Фридрихсхафен»                                   | «Дюрен»                                                |
| 2004/05   | «Фридрихсхафен»                                   | «Дюрен»                                           | «Мёрсер» Мёрс                                          |
| 2005/06   | «Фридрихсхафен»                                   | «Дюрен»                                           | «Шарлоттенбург» Берлин                                 |
| 2006/07   | «Фридрихсхафен»                                   | «Дюрен»                                           | «Шарлоттенбург» Берлин                                 |
| 2007/08   | «Фридрихсхафен»                                   | «Шарлоттенбург» Берлин                            | «Унтерхахинг»                                          |
| 2008/09   | «Фридрихсхафен»                                   | «Унтерхахинг»                                     | «Шарлоттенбург» Берлин                                 |
| 2009/10   | «Фридрихсхафен»                                   | «Унтерхахинг»                                     | «Дюрен»                                                |
| 2010/11   | «Фридрихсхафен»                                   | «Шарлоттенбург» Берлин                            | «Дженерали Хахинг» Унтерхахинг                         |
| 2011/12   | «Берлин Рециклинг»                                | «Дженерали Хахинг» Унтерхахинг                    | «Фридрихсхафен»                                        |
| 2012/13   | «Берлин Рециклинг»                                | «Фридрихсхафен»                                   | «Дженерали Хахинг» Унтерхахинг                         |
| 2013/14   | «Берлин Рециклинг»                                | «Фридрихсхафен»                                   | «Дженерали Хахинг» Унтерхахинг                         |
| 2014/15   | «Фридрихсхафен»                                   | «Берлин Рециклинг»                                | «Дюрен»                                                |
| 2015/16   | «Берлин Рециклинг»                                | «Фридрихсхафен»                                   | «Рейн-Майн» Франкфурт-на-Майне                         |
| 2016/17   | «Берлин Рециклинг»                                | «Фридрихсхафен»                                   | «Рейн-Майн» Франкфурт-на-Майне                         |
| 2017/18   | «Берлин Рециклинг»                                | «Фридрихсхафен»                                   | «Рейн-Майн» Франкфурт-на-Майне                         |
| 2018/19   | «Берлин Рециклинг»                                | «Фридрихсхафен»                                   | «Хипо Тироль Альпенволлейс Хахинг» Унтерхахинг/Инсбрук |
| 2019/20   | Из-за пандемии COVID-19 чемпионат не был завершён | Из-за пандемии COVID-19 чемпионат не был завершён | Из-за пандемии COVID-19 чемпионат не был завершён      |
| 2020/21   | «Берлин Рециклинг»                                | «Фридрихсхафен»                                   | «Пауэрволлейс» Дюрен                                   |
| 2021/22   | «Берлин Рециклинг»                                | «Фридрихсхафен»                                   | «Пауэрволлейс» Дюрен                                   |
| 2022/23   | «Берлин Рециклинг»                                | «Фридрихсхафен»                                   | «Люнебург»                                             |
| 2023/24   | «Берлин Рециклинг»                                | «Фридрихсхафен»                                   | «Хелиос Гриззлис» Гизен                                |
| 2024/25   | «Берлин Рециклинг»                                | «Люнебург»                                        | «Фридрихсхафен»                                        |

## Титулы
| Клуб                                      | Победы |
| ----------------------------------------- | ------ |
| «Шарлоттенбург»/«Берлин Рециклинг» Берлин | 15     |
| «Фридрихсхафен»                           | 13     |
| «Байер» Вупперталь                        | 2      |
| «Дахау»                                   | 2      |
| «Мёрсер» Мёрс                             | 1      |